# Beques L'Oréal-Unesco per a dones i ciència
Les Beques L'Oréal-Unesco per a dones i ciència, també anomenades Borses d'investigació, són unes beques nacionals que es concedeixen, dins del Programa L'Oréal-Unesco For Women in Science, en l'àmbit de cada estat.
Més enllà dels Premis internacionals, que concedeixen cinc guardons –un per a cada continent– el programa L’Oréal-Unesco For Women in Science manté un total de 52 programes nacionals i regionals en 110 països, destinats a incrementar el paper de la dona en la recerca de les solucions científiques que requereixen els problemes de la humanitat al segle XXI, a promoure en un territori concret les carreres científiques de les dones joves, menors de quaranta anys, i a donar suport a la seva tasca de recerca.
En el cas del programa per a l'estat espanyol, les beques, en nombre de cinc, estan dotades amb quinze mil euros bruts (15.000 €) cadascuna, per als projectes d'investigadores espanyoles postdoctorades, proposades pels seus centres o institucions de recerca. Entre els requisits que es valoren hi ha, a més de la qualitat científica del projecte, la contribució que pot prestar a la ciència i la societat i els mèrits de la investigadora. Una comissió tècnica avalua els projectes i un jurat decideix finalment el nom de les premiades. L'eminent científica Margarita Salas ha estat la presidenta del jurat des de la primera edició fins que va morir.
El programa es va iniciar el 2006 amb tres borses, a quatre l'any següent, i fins a cinc a partir de la tercera edició. Estigueren dotades fins al 2008 en 20.000€ cadascuna i la convocatòria se centrava cada any en una temàtica diferent: nous materials, clima, ciències de la vida... fins que quedaren establertes en 15.000€ i les Ciències de la Vida. Aquestes borses de recerca va ser ratificades per mitjà d'un acord signat el 2006 per part de la llavors ministra d'Educació i Ciència, Mercedes Cabrera, i el president de L'Oréal España, Luis del Valle.

## Història de les Beques
| any     | Premiades |
| ------- | --- |
| 2023    | Amaia Arruabarrena-Aristorena (San Sebastià, 1987), de la UPV, que s'ha centrat en «l'estudi d'alteracions cooperatives en reguladors de la cromatina, dit de l'estructura condensada del nostre ADN, relacionades amb el desenvolupament del càncer». Núria Galiana (Tortosa, 1988), del Museu Nacional de Ciències Naturals, «estudia la influència de les interaccions biòtiques entre les espècies per a la distribució espacial d'aquestes al món, un camp emergent que està evolucionant molt de pressa». Cristina Viéitez (León, 1984), de l'Institut de Biologia Funcional i Genòmica, se centra «en les histones, unes proteïnes que empaqueten els dos metres d'ADN al nucli microscòpic de les nostres cèl·lules». Noelia Ferruz (Saragossa, 10 de maig de 1988), de l'Institut de Biologia Molecular de Barcelona, se centra «en l'ús de tècniques avançades d'IA per al processament de llenguatge». Patricia González (Cadis, 1983), a l'Institut de Biomedicina de Sevilla, procura «entendre millor la fisiopatologia del Parkinson i, amb això, contribuir al desenvolupament de noves teràpies que milloraran qualitat i esperança de vida d'aquests pacients». |
| 2022    | Jone Mitxelena (Barakaldo, 1985), de la Universitat del País Basc (UPV/EHU), per una recerca que busca «entendre els mecanismes moleculars implicats en la diseminació del cáncer colorrectal (CRC)» i trobar-hi tractaments efectius. Ana Belén Pérez Oliva (Múrcia, 1981), de l'Institut Murcià de Recerca Biosanitària (IMIB-FFIS), investiga «l'inflamasoma, un conjunt de proteïnes que intervenen en els processos inflamatoris i pot permetre tractar les anèmies congènites». Nerea Méndez Barbero (Madrid, 1985), de l'Institut d'Investigacions Sanitàries Fundació Jiménez Díaz, estudia la prevenció del dany cardiovascular i, en concret, de l'aterosclerosi i els aneurismes aòrtics. Natalia Sánchez de Groot (Barcelona, 1981), de la Universitat Autònoma de Barcelona, pretén «aclarir la relació entre la microbiota intestinal i el desenvolupament de les malalties neurodegeneratives». Melissa García Caballero (Màlaga, 1985), per una investigació destinada «a revelar la comunicació entre les cèl·lules immunes i les endotelials, al microambient tumoral», amb l'objectiu de trobar fàrmacs eficaços.                                              |
| 2020/21 | María Retuerto (Madrid, 1981), de l'Institut de Catàlisi i Petroleoquímica-CSIC, busca «crear una tecnologia per acumular energies renovables en forma d'hidrogen verd (H2) per combatre el canvi climàtic». Jezabel Curbelo (Santa Cruz de Tenerife, 1987) del Dep. de Matemàtiques de la UPC, «analitza l'evolució dels fluids a la natura a través de les equacions que els modelen». Sonia Ruiz Raga (La Ràpita, Montsià, 1986), de l'Institut Català de Nanociència i Nanotecnologia (ICN2), busca «crear dispositius de conversió de llum solar a energia neta de manera efectiva, barata, duradora i sostenible». Clara Cuesta (Saragossa, 1985), del CIEMAT, estudia «les propietats dels neutrins, per comprendre'n millor el funcionament, l'origen de la matèria i desaparició de l'antimatèria». Judith Birkenfeld (Bad Homburg, Alemanya, 1983), de l'Institut d'Òptica del CSIC, «investiga el desenvolupament d'una eina per a la detenció primerenca del queratocon, una malaltia ocular de la còrnia que afecta 1 de cada 2.000 persones a Espanya». |
| 2019    | Cristina Romera Castillo (Jaén, 1982), de l'Institut de Ciències del Mar del CSIC, a Barcelona, per estudiar noves formes de degradació del plàstic marí. Marta Melé Messeguer (Barcelona, 1982), del Centre de Supercomputació de Barcelona, que «analitza les variacions dels gens entre els individus i les seves implicacions en malalties com el càncer de mama, per a la prevenció d'aquest tipus de càncer». Sara Cogliati (Milà, 1982), investigadora del Centro Nacional de Investigaciones Cardiovasculares (CNIC), a Madrid, «per estudiar les característiques clíniques específiques del sexe en les malalties cardiovasculars». Patricia Fernández Calvo (Galícia, 1979), del Centro de Biotecnología y Genómica de Plantas de la UPM, «per identificar els sucres vegetals que activen les defenses de les plantes i les protegeixen davant d'algunes malalties». Verónica Torrano (Barcelona, 1978), investigadora en el departament de Bioquímica i Biologia Molecular de la Universidad del País Basc, «per desxifrar les vies de comunicació que governen la progressió tumoral del càncer de próstata».                                                       |
| 2018    | Ana Ortega Molina (Madrid, 1983), del Centre Nacional d'Investigacions Oncològiques (CNIO), «pel seu estudi de la implicació de ruta de senyalització de mTOR1 a la patologia del limfoma fol·licular i autoimmunitat». Ruth Rodríguez Barrueco, de l'Institut d'Investigació Biomèdica de Bellvitge/UB, «que treballa en dianes terapèutiques basades en la glicosilació anòmala a les cèl·lules mare del càncer de mama». Biola María Javierre Martínez (Osca, 1983), de l'Institut de Recerca contra la Leucèmia Josep Carreras (IJC), «estudia la descripció de noves dianes terapèutiques per al tractament de la leucèmia limfoblàstica aguda infantil». Alicia Gonzalez Martín (Melilla, 1949), de la Universitat Autònoma de Madrid, «pel seu treball en nous reguladors de la tolerància immunològica i malalties autoimmunes». Meritxell Rovira Clusellas (Barcelona, 1978), del Centre de Medicina Regenerativa de Barcelona (CMRB), «que investiga les cèl·lules ductals pancreàtiques com a font de cèl·lules beta per al tractament de diabetis». |
| 2017    | Mariona Coll (Vic, 1979), de l'Institut de Ciència de Materials de Barcelona,«treballa en nous materials per a la conversió d'energia solar a través de la nanoquímica». Eva Mª Fernández Cabanillas, de la UNED, busca desenvolupar «materials per a l'emmagatzematge d'hidrogen com a font d'energia alternativa respectuosa amb el medi ambient». Maia García Vergniory (Getxo, 1978), investigadora del Donostia International Physics Center, «que dissenya materials topològics amb possibles aplicacions en la construcció de dispositius de baixa potència». Mª del Prado Martín Moruno (Madrid, 1981), de la UCM, «l'àrea d'estudi de la qual són les empremtes cosmològiques de les ones gravitacionals en teories gravitatòries». Mariam Tórtola Baixauli (València, 1977), de l'Institut de Física Corpuscular de la UV, «que intenta desxifrar l'asimetria matèria-antimatèria de l'univers amb oscil·lacions de neutrins com a membre col·laborador de l'experiment DUNE». |
| 2016    | Jaione Valle Turrillas (Pamplona, 1977), del Centre Tecnològic Navarrabiomed, sobre biofilms, «comunitats de bacteris que creixen adherits al tracte intestinal i que podrien ser l'origen de patologies neurodegeneratives com Alzheimer, Parkinson o Huntington». Anna Laromaine (Cassà de la Selva, 1978), «investiga la interacció de nanopartícules amb material biològic per a aplicacions mèdiques». Vanesa Esteban Vázquez, «estudia les al·lèrgies des de l'interior dels vasos sanguinis per desenvolupar teràpies alternatives a l'adrenalina». Azucena Bardají (Barbastre, 1974), «treballa sobre la immunització materna per evitar malalties com la tos ferina i el virus respiratori sincitial en embarassades». Anna Shnyrova (Púsxino, Moscou, 8 d'octubre de 1979), «desenvolupa un sistema in vitro per entendre i controlar la dinàmica de dobles membranes dels mitocondris, fonamental en processos com l'Alzheimer». |
| 2015    | Maria Mittelbrunn Herrero (Londres), Verónica Ayllón (Granada, 1978), «especialitzada en leucèmia infantil». María José Buzón Gómez (Barcelona), estudia teràpies per curar la infecció pel VIH. Laura Masgrau Fontanet (Manresa, 29 de desembre de 1975), «estudia l'ús de nanopartícules per curar el càncer colorectal». Marta Navarrete (Salvaleón, Badajoz, 12 de septiembre de 1980), treballa en «el paper que juguen els astròcits –les cèl·lules més abundants del sistema nerviós central– en els processos de memòria i aprenentatge». |
| 2014    | Elisa Antolín Fernández (Madrid, 1977), «especialitzada en noves estructures de cèl·lules solars, analitza com abaratir l'energia solar fotovoltaica». Rocío Ponce Ortiz (Marbella, 1980) investiga «la manera de fabricar cèl·lules solars orgàniques capaces de substituir les actuals per crear un sistema energètic sostenible». Eva Pellicer Vilà (Oliana), treballa per «canviar el model energètic actual i fer-lo més sostenible a través de materials metàl·lics nanoporosos». Ana Belén Hungría (Madrid) «dissenya catalitzadors que facilitin l'ús d'hidrogen com a combustible per disminuir la dependència del petroli i del carbó». Leticia Tarruell (Madrid, 1981) estudia com “crear sòlids artificials utilitzant un gas d'àtoms freds atrapats en un vidre artificial de llum produït per diversos làsers”. |
| 2013    | Begoña Sot Sanz (València, 1975), «estudia les proteïnes implicades en malalties neurodegeneratives». María Ángeles Tormo (València, 1975), «per l'estudi del bacteri Staphylococcus aureus, causant d'infeccions en humans i altres animals». Laura Herrero Rodríguez, busca «tractaments per a l'obesitat i la diabetis tipus 2». Reis Benlloch Ortíz (València), «pels estudis sobre les proteïnes fotoreceptores en les plantes». Marta Alonso Roldán (Lodosa, Navarra, 7 de juliol de 1974), «pel desenvolupament de noves teràpies per a tumors cerebrals infantils». |
| 2012    | Laura Valle, treballa a l'Institut Català d'Oncologia (ICO) on desenvolupa un projecte de gran rellevància mèdica sobre el càncer de còlon hereditari. Gemma Vilahur, treballa a l'Institut Català de Ciències Cardiovasculars, «centrant-se en els mecanismes que participen en la malaltia cardiovascular» i cercant-se la prevenció. Inmaculada Ibáñez, estudia els mecanismes epigenètics responsables de l'aparició de la resistència a quimioteràpia basada en agent cisplatí en càncer de pulmó i ovari. Irene Cózar, investigadora a l'Institut de Biologia i Genètica Molecular (IBGM) de la Universitat de Valladolid, estudia «la regeneració i proliferació de les cèl·lules que produeixen insulina, com una possible teràpia per al tractament de la diabetis». Eva Poveda, investiga la infecció pel VIH/SIDA i les hepatitis víriques al Laboratori de Biologia Molecular del Servei de Malalties Infeccioses de l'Hospital Carlos III (Madrid). |
| 2011    | Arantxa Fraile Rodríguez, investigadora a la Facultat de Física de la Universitat de Barcelona, «premiada pel projecte Control de propietats magnètiques a la nanoescala». Mª Ángeles Laguna Marco, que treballa a l'Institut de Ciència de Materials, dependent del CSIC, «premiada pel projecte Desenvolupament de nous materials per a spintrònica i per a dispositius optoelectrònics». Cristina Canal Barnils, treballa a la Universitat Politècnica de Catalunya, i ha estat premiada pel projecte Estratègies de millora de biomaterials per a medicina reparativa i regenerativa mitjançant aplicació de tecnologia de plasma de baixa temperatura. Isabel Pastoriza Santos, Investigadora a la Universitat de Vigo, ha estat premiada pel projecte Fabricació de nous materials nanoestructurats a través de l'assemblatge controlat de nanopartícules metàl·liques d'or i plata. Rebeca Hernández Velasco, investigadora a l'Institut de Ciència i Tecnologia de Polímers, del CSIC, premiada pel projecte Reologia de sistemes injectables basats en nanogels polimèrics.                                                                                              |
| 2010    | Elena Ramírez, que «estudia els efectes negatius de l'estrès mediambiental en les plantes per millorar les collites». Ana Briones Alonso (Madrid, 1972), que «s'ha centrat en la investigació de malalties cardiovasculars i la hipertensió arterial, estudiant les alteracions de la mida vascular de resistència amb l'objectiu de crear fàrmacs eficaços per a la hipertensió». Mercedes Vila, «investiga el desenvolupament de biomaterials l'aplicació dels quals pot beneficiar la regeneració dels ossos, cosa que podria millorar la qualitat de vida de pacients afectats per osteoporosi i càncer d'ossos». María Antonia Herrero, que «estudia l'ús de materials a nivell nano en el disseny de transportadores de fàrmacs o material genètic aplicable al tractament de l'Alzheimer». Isabel Lastres, que «centra la seva investigació en les bases moleculars de diverses malalties degeneratives». |
| 2009    | Mónica García Alloza (Cadis, 1975), investigadora de la malaltia d'Alzheimer des de l’Área de Fisiología de la Facultad de Medicina en la Universidad de Cádiz. Teresa Giráldez Fernández (Madrid, 12 d'abril de 1973), biòloga molecular que se centra en els canals iònics i les seves implicacions patològiques. Concepción Marañón Lizana (12 de desembre de 1970), especialista en parasitologia, Gema Medina Gómez (1970), investigadora dels mecanismes bàsics de la diabetis tipus 2. Guadalupe Sabio (Badajoz, 4 de juny de 1977), investigadora del paper de l'obesitat en el desenvolupament del càncer hepàtic. |
| 2008    | María José Calderón Prieto (CSIC), per un projecte que «cerca noves funcions tecnològiques a materials utilitzats en l'electrònica que es combinin en multicapes». Ana María Fernández Jiménez, de l'Institut Eduardo Torroja (CSIC), «cerca nous ciments de baix impacte ambiental i resistents al foc». Marta María Multigner Domínguez, del Centre Nacional d'Investigacions Metal·lúrgiques (CSIC), «mira de desenvolupar nous biomaterials per a implants ortopèdics». María Concepción Ovín Ania, de l'Institut Nacional del Carbó (CSIC), «investiga nous materials de carboni que ajudin a millorar la qualitat de l'aigua de consum». Verónica Salgueiriño Maceira (O Porriño, 1975), de la Universitat de Santiago, tracta de trobar nous dispositius biomagnètics. |
| 2007    | Maribel Cerezo (Badajoz), investigadora de la Universitat d'Extremadura, estudia una de les proteïnes implicades en el desenvolupament dels tumors: p38MPK. Ainhoa Itziar Callejo (Madrid), «aborda l'estudi de proteïnes implicades en l'aparició de tumors», amb «un projecte sobre els 'Mecanismes de senyalització de Hedgehog' al Centro de Biologia Molecular Severo Ochoa». Susana Boso (Ourense) analitza «la resistència de variants de vinya tradicionals del nord-oest d'Espanya en el fong mildiu per assolir una viticultura més rendible i menys agressiva amb el medi ambient». María José Bayarri (València) estudia «els problemes per reproduir-se en captivitat del llenguado senegalès, espècie amb un alt valor comercial». |
| 2006    | Ana Montero Pedrazuela (Madrid, 1976) |